# Gupčeva zvijezda
Gupčeva zvijezda trg je u zagrebačkom Medveščaku, na Gornjem gradu. Na trgu se spajaju Mirogojska i Ksaverska cesta te ulica Medveščak i ulica Antuna Vrančića. Kroz povijest je nosio i ime Zvijezda. Na samom trgu nalazi se maleni vrtni park, djelo Dragutina Kiša projektirano 1976. godine, a sjeverno od trga, između Ksaverske i Mirogojske ceste, prostire se engleski park. Sjeveroistočno od trga nalaze se Imunološki zavod, Škola narodnog zdravlja „Andrija Štampar” i Klinika za infektivne bolesti „Dr. Fran Mihaljević”.
Povijesti je poznat kao mjesto tramvajske nesreće 1954. godine, ali i po čekaonici na tramvajskoj stanici »Gupčeva zvijezda«, zaštićenoj kao kulturno dobro grada.
Po trgu je nazvan mjesni odbor Gupčeva zvijezda. Njemu pripadaju stambene kuće sjeverno od trga, uz Mirogojsku cestu i Ksaversku cestu sve do okretišta u Mihaljevcu, te cijelo groblje Mirogoj. Površinom obuhvaća 230,79 hektara, a prema popisu iz 2021. godine ima 2155 stanovnika.

## Promet
Kroz Gupčevu zvijezdu prometuju tramvajske linije 8 i 14 od Mihaljevca do Zapruđa preko Autobusnog kolodvora, odnosno Trga bana Jelačića te noćna tramvajska linija 33.
Od početka izvedbe radova na tračnicama u ulici Medveščak, preko trga vozi autobusna linija 613 (Kaptol – Gračansko dolje).

## Povijest
Nastanak Gupčeve zvijezde bio je uvjetovan izgradnjom kanalizacije u području, a ponajviše preusmjerenjem potoka Medveščaka na Ksaversku cestu te ulicu Na Medveščaku. Potok je duže vrijeme stvarao probleme za stanovnike u okolici, što zbog poplava, što zbog velike količine zagađenja od pokućnih otpadnih voda i industrijskog otpada. Prve naznake trga na današnjem mjestu očituju se 1899. godine, kada se na njemu spajaju Mirogojska, Kožarska (danas Medvedgradska), Ksaverska cesta, Nova Ves, Na Medveščaku te uličica (1901. nazvana Vidovom cestom, a danas ulica Antuna Vrančića) koja ih sve povezuje s Mlinarskom cestom. Osmišljeno je da trg bude okruglog oblika te mu je u dokumentaciji nadjenut opisni naziv rundeau.
Godine 1910. Mirogojska je cesta prilagođena izgradnji tramvajske pruge. Nova je pruga dovršena 1911. godine tako sezala od groblja Mirogoj, preko rundeaua i sve do trga Bana Jelačića. Regulatornom osnovom iz 1924. godine prostor je između Ksaverske i Mirogojske, dotad groblje sv. Tomaša, namijenio za engleski park s centralnom stazom koja vodi do predviđenog niza vila. Sjeverni dio parka trebao je imati dječje igralište i paviljon, a južni rondel s bunarom i otocima. Osnova je također postavila upute o gradnji te parcelirala Ksaversku dolinu duž ceste.
Godine 1928. na brijegu je ponad trga izgrađen Higijenski zavod, današnja Škola narodnog zdravlja, prema projektu Jurja Denzlera i Mladena Kauzlarića dovršenog 1925. godine. Uz zavod, dvojac je projektirao stube i park koji vode do građevine. Nedugo nakon, 1930. godine, trg je preuređen, tramvaj preko trga ukinut do izgradnje nove pruge iduće godine, a korito potoka Medveščaka prekriveno cestom. Kuća Broz (danas kućni broj 2A), koja je također djelovala kao trgovački lokalitet, trgu je dovela funkciju tržnice. U prizemlju kuće nalazili su se lokali: Julio Meinl, ljekarna, brijačnica te trgovina mješovitom robom, a na trgu se nasuprot kuće uspostavila tržnica domaćim proizvodima na otvorenome.
Godine 1933., gradske su vlasti na trgu izgradile vrt i zasadile drvored, time smanjujući tržnicu. Nekoliko godina kasnije, 1935., predložena je potpuna rekonstrukcija trga – uklanjanje tržnice na otvorenom (koja se smjestila ispod drvoreda) u koristu »građanstvu i šetaocima za odmaranje«. Ujedno je i odbijeno uređenje tržnice, koja je tako premještena ispred kuće Broz. Tržnica je u konačnici potpuno propala za vrijeme Drugoga svjetskog rata, dok su na trgu iskrsnule manje trgovine kojima je iznajmljivan prostor u prizemljima stambenih zgrada.
Dana 31. listopada 1954. godine u 8:50 ujutro tramvaj s Mirogoja izletio je iz tračnica iznad Gupčeve zvijezde. Tijekom vožnje niz Mirogojsku cestu tramvaju su otkazale kočnice, nakon čega je pri ubrzanju od 80 km/h ušao u zavoj, sletio s tračnica i udario u drvored. Poginulo je 19, a ozlijeđeno 37 osoba, nakon čega tramvaj na toj trasi nije vozio 10 godina. Unatoč sigurnosnom poboljšanju kočnica od nesreće, linija je 1967. godine zamijenjena autobusnom.
Godine 1976. ispred kuće Broz konstruiran je mali vrtni trg po projektu Dragutina Kiša. Godine 2020. iznad trga je otvoren preuređeni dio parka koji je nazvan po liječniku Slobodanu Langu na inicijativu HZJZ-a i Škole narodnog zdravlja. Preuređenje je uključivalo novu rasvjetu, klupe i sadnju stabala. Predloženo je i postavljanje biste u parku.

## Čekaonica
Osim izgradnje tramvajske pruge preko trga 1931. godine, ZET je 1929. godine raspisao natječaj za projekte gradskih paviljona, a na njega se odazvao i zagrebački arhitekt Juraj Denzler. U suradnji s Mladenom Kauzlarićem, Denzler je 1933. godine dovršio projekt kioska i tramvajskih stanica diljem Zagreba, među kojima je bila i čekaonica na Zvijezdi. Izvedbeni nacrti dovršeni su radom Gradskog građevnog XIV. odsjeka. Gradnju je čekaonice »Zvijezda« nadzirao Zvonimir Kavurić, koji je također izradio i statističke proračune, unio preinake u idejni projekt te odabrao materijale za izgradnju. Među autorima se navodi i Ivan Zemljak. Konstrukcija stanice dovršena je 1935. godine.
Na njen su pod u izvornom projektu postavljene keramitne pločice dimenzija 18 × 18 cm, a stupovi i postamenti staklenih zidova bili su napravljeni od poliranog crnog ukrasnog betona. Čekaonica uključuje dva prostora za kioske na svojim krajevima, dok je između njih prazan prostor za stajanje i telefonska govornica u samoj sredini.
Čekaonica se smatra »najvrednijim i jedinim sačuvanim primjerom moderne funkcionalističke komunalne opreme u gradu Zagrebu«.

### Rekonstrukcija
Godine 2008. čekaonica je kroz tri mjeseca rekonstruirana i obnovljena pod nadzorom Gradskog zavoda za zaštitu spomenika kulture i prirode kako bi ponovno zaprimila izvorni izgled. Tom je prilikom telefonska govornica od pleksiglasa zamijenjena replikom originalne govornice koja je prethodno stajala na njenom mjestu.

## Galerija
- Križanje na Gupčevoj zvijezdi, 2024.
- Središnji dio livade u Langovom parku, 2025.
- Panorama iznad Gupčeve zvijezde
- Čekaonica nakon obnove, 2011.
- Fotografija čekaonice na Gupčevoj zvijezdi iz arhiva ZET-a